# Arend van Dorp
Arend van Dorp (ca. 1530 - Den Haag, 2 augustus 1600) was heer van Teemsche, Maasdam en Middelharnis.

## Levensloop
Van Dorp werd geboren omstreeks 1530 als de derde zoon van Adriaan van Dorp hoogheemraad van Delfland en Josina van Weyburch en is overleden in Den Haag op 2 augustus 1600. Zijn naam is afkomstig van de Ambachtsheerlijkheid Dorp, niet ver van Schipluiden.
Op 24 december 1552 aanvaardde hij de functie van rentmeester van Maximiliaan van Bourgondië heer van Veere en Vlissingen, Stadhouder van Holland, Zeeland en Utrecht en Admiraal van de Nederlanden. Na diens overlijden werd hij in 1558 een van de curatoren van de nalatenschap en in 1564 de enige curator. In 1561 werd hij benoemd als drost van Zevenbergen, welke functie hij bekleedde tot 1569.
Toen hij tussen 1564 en 1572 diverse goederen en meerdere heerlijkheden kocht, ofschoon hij niet vermogend was, kwam hij onder verdenking te staan de erfgenamen en schuldeisers van Maximiliaan II van Bourgondië, de Admiraal van de Nederlanden, benadeeld te hebben. In mei 1572 reisde hij naar Dillenburg om de Prins van Oranje geld te lenen voor diens geplande invasie van de Nederlanden. Voor zijn tienduizend gulden stelde Van Dorp de voorwaarde dat Oranje als eerste stad Mechelen zou aanvallen, zonder erbij te vermelden dat het zijn bedoeling was binnen te breken in de Grote Raad om bewijsstukken over zijn malversaties te doen verdwijnen. Oranje had de blik op Brabant gericht en niet zozeer op Mechelen, maar gedreven door financiële nood ging hij akkoord. Mechelen werd inderdaad het primaire doelwit en opende op 29 augustus 1572 de poorten.
In 1573 werd Van Dorp door de Prins van Oranje benoemd tot gouverneur van Zierikzee en Zeeland beooster Schelde. In 1575 en 1576 leidde hij de verdediging tijdens het beleg van Zierikzee tegen de Spaanse legeraanvoerder en landvoogd van de Nederlanden Requesens en de Spaanse veldheer tijdens de Tachtigjarige Oorlog Mondragon. Als een vorm van dank maakte de Prins van Oranje het hem mogelijk om achtereenvolgens in 1578 de heerlijkheid Maasdam en in 1580 de heerlijkheid Middelharnis te kopen. In 1580 benoemde de Prins hem tot stadhouder van de leenen in Holland.
Het klooster Engelendael in Leiderdorp werd na de opstand tegen de Spanjaarden aan Van Dorp gegeven als vergoeding voor een lening aan de berooide Prins van Oranje. In 1586 kocht Van Dorp een stuk land met een boerenhoeve in het Benoordenhout in Den Haag welke thans bekendstaat als Arendsdorp.
Na het overlijden van de Prins verloor hij langzamerhand invloed ofschoon hij een afgevaardigde was bij de aanbieding van de soevereiniteit aan koning Hendrik III in december 1584.

## Huwelijken en kinderen[2]
Van Dorp trouwde (1) met Mayken Hugen uit Zuid-Beveland. Hij trouwde (2) met Anna de Grillet dochter van de Baljuw van Tournehem in Artois bij Calais. Uit zijn tweede huwelijk zijn vier dochters geboren:
- Louise van Dorp (1557-1585). Zij trouwde (1) met Lodewijk Boisot admiraal van Zierikzee. Zij trouwde (2) met Hector de Crequy heer van Heule in Picardië en overleed in het kraambed.
- Catharine van Dorp (1560-1574). Zij stierf in Lier in Spaanse gevangenschap.
- Margarethe van Dorp (1562-1597). was getrouwd met Jean du Bosch en later met Jasper van Poelgeest.
- Josina van Dorp (1565-1646). Zij trouwde met Charles de Becq ridder, baron de Bour en heer van Villebon bij Parijs. Hij was een overste van een regiment Franse ruiters.

- Biografisch Portaal: 12044459
- Gemeinsame Normdatei: 101521685
- International Standard Name Identifier: 0000 0000 6129 5827
- Nederlandse Thesaurus van Auteursnamen: 070656010
- Virtual International Authority File: 69299627
- WorldCat: E39PBJpyqjQyv4dHMMG384Fh73